# Fiala šedivá
Fiala šedivá (Matthiola incana) je rostlina ozdobná květem která se do volné přírody ČR dostala pravděpodobně zplaněním rostlin pěstovaných v okrasných zahradách kam byly pro velkou oblibu importovány zejména v 19. století. V současnosti je tento prošlechtěný druh jako nenáročná a dlouho kvetoucí květina vysazován do venkovských zahrádek i městských parků.

## Rozšíření
Tento hemikryptofyt pochází z okolí Středozemního moře a postupně se začal rozšiřovat v jižní Evropě, Malé Asii a severní Africe. Jako okrasná rostlina byl vědomě rozšiřován do ostatních oblasti Evropy, Severní Ameriky i Austrálie, kde se dostal do přírody a zdomácněl. V České republice byl tento neofyt zaznamenán ve volné přírodě již v roce 1877. Pro zdárný růst a kvetení požaduje fiala šedivá dostatek slunce a neutrální až mírně zásaditou písčitohlinitou půdu dobře zásobenou živinami.

## Popis
Fiala šedivá může být letničkou, dvouletkou nebo krátkodobě vytrvalou rostlinou s přímou, jednoduchou nebo větvenou lodyhou dorůstající do výšky 20 až 80 cm. Roste z hrubého kořene s množstvím tenkých bočních kořínků a na bázi dřevnatí, hlavně u víceletých rostlin. Spodní listy vyrůstají v růžici nebo jsou u spodu lodyhy hustě nahloučeny, mají krátké řapíky a jejich kopinaté, podlouhlé nebo obkopinaté čepele jsou celokrajné, vykrajované nebo po okrajích vlnovitě zprohýbané, u báze jsou do řapíku zúžené a na vrcholu tupé; střední a horní lodyžní listy bývají přisedlé a celokrajné. Lodyha i listy jsou často sivě plstnaté a jen zřídka lysé.
Oboupohlavné, po vanilce příjemně vonící čtyřčetné květy s obvykle chlupatými, až 1 cm dlouhými stopkami vyrůstají jednotlivě nebo často v koncovém řídkém hroznu, někdy i větveném, který se během kvetení prodlužuje na délku 7 až 15 cm. Čárkovité, sivě plstnaté, ve dvou přeslenech rostoucí kališní lístky okolo 1 cm dlouhé mají po okraji blanitý lem. Vejčité až široce vejčité, s kalichem se střídající volné korunní lístky nehtovitě zakončené jsou obvykle 2,5 cm dlouhé a mívají barvu fialovou, purpurově fialovou, karmínově červenou, červenou, růžovou nebo ojediněle bílou. Šest ve dvou kruzích rostoucích čtyřmocných tyčinek 5 až 8 mm dlouhých nese žluté prašníky. Čnělka je kratičká nebo se nevyvinula, dvoulaločná blizna bývá asi 1,5 mm dlouhá. U plnokvětých kultivarů jsou původně čtyři korunní lístky často zkadeřeny a zmnoženy přeměnou z tyčinek nebo i pestíků. Nektarium je prstencovité, květy vykvétající v květnu až srpnu jsou opylovány hmyzem. Ploidie je 2n = 14.
Plody jsou vzpřímené šešule vyrůstající na tenkých stopkách, 1 až 2 cm dlouhých, jsou válcovité, oblé nebo zploštělé, na koncích tupé, 5 až 15 cm dlouhé a 0,5 cm široké. Mírně zploštělá elipsoidní semena velká až 3 × 2,5 mm jsou hnědá, žlutá nebo zelená. Rozmnožuje se semeny která přinášejí pouze rostliny s jednoduchými květy.

## Význam
V současnosti lze fialu šedivou považovat za běžnou, příjemně vonící květinu, která je k dispozici v různých barvách. Bylo vypěstováno, převážně křížením, více než 100 kultivarů s různým tvarem a barvou květů. Tyto hlavně zahradní rostliny lze podle délky života dělit na jednoleté a dvouleté, na s jednoduchou nebo rozvětvenou lodyhou, podle květů na jednoduché či plnokvěté a také podle doby kvetení.
Rostliny kvetoucí v létě (tzv. levkoje) se vysévají již v únoru a v polovině května se sazenice vysazují na venkovní záhony, pak kvetou ještě před většinou ostatních letniček a obvykle přes celé léto. V chladnějších oblastech se rostliny pěstují jako dvouleté, vysévají se až v červenci a přezimující rostliny kvetou druhým rokem již brzy z jara. Mimo záhonové výsadby jsou vhodné k řezu a rychlení. V současnosti s příchodem mnoha exotických druhů obliba fialy šedivé v ČR pomalu klesá.

## Taxonomie
Fiala šedivá se vyskytuje ve dvou poddruzích:
- fiala sivá pravá (Matthiola incana (L.) W. T. Aiton subsp. incana)
- fiala sivé skalní (Matthiola incana (L.) W. T. Aiton subsp. rupestris) (Raf.)

V ČR byl zaznamenán pouze nominátní poddruh který se od fialy sivé skalní odlišuje sivě plstnatými listy a užšími spodními listy.

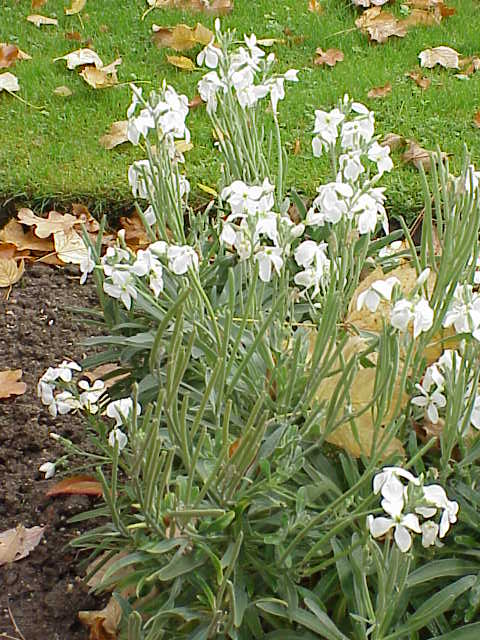
Porost fialy šedivé
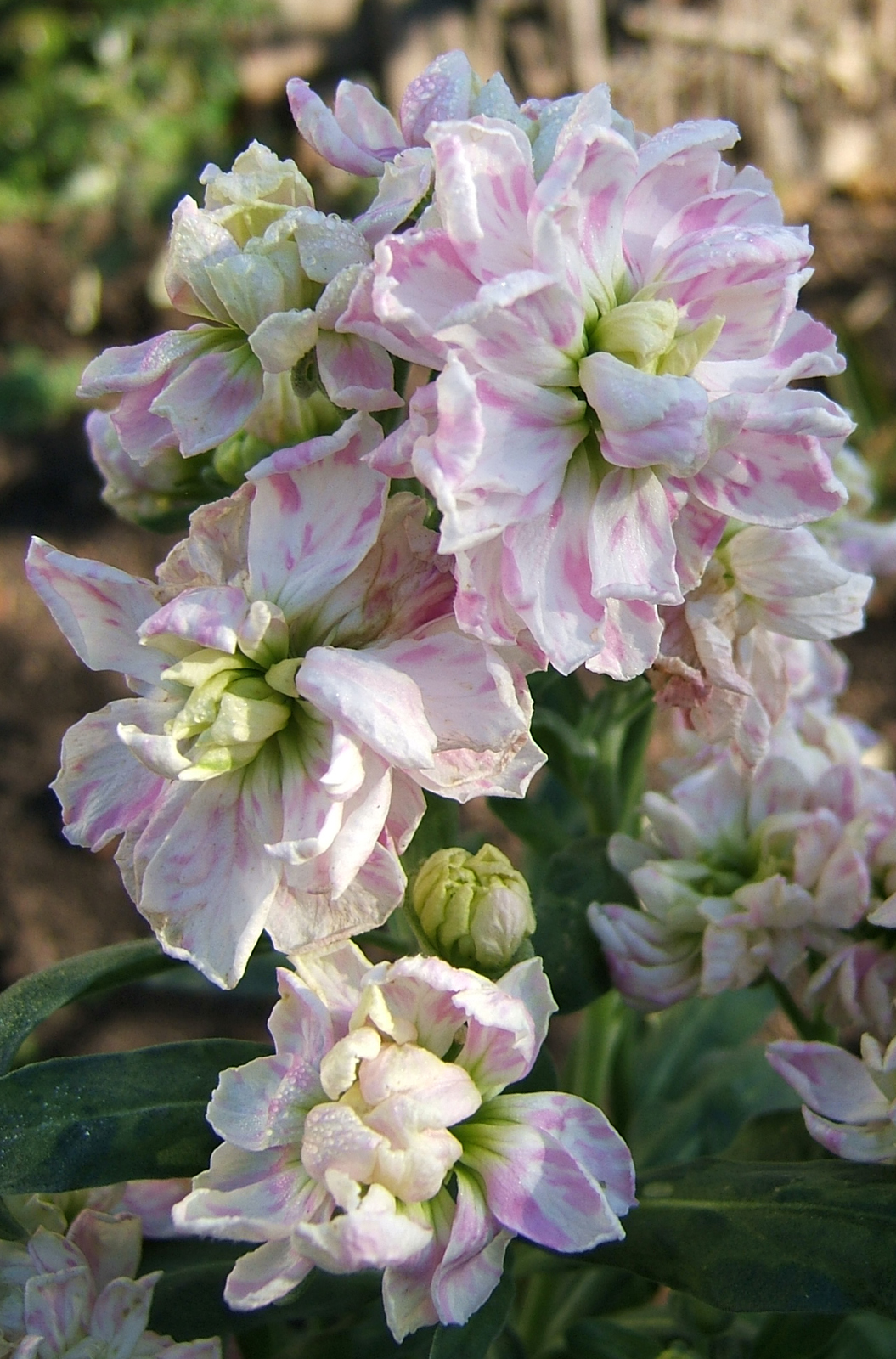
Plnokvětá varieta